# Xalo.vn
Xalo.vn là website tìm kiếm tiếng Việt, cung cấp dịch vụ tìm kiếm thông tin trên mạng Internet được phát triển bởi Công ty Cổ phần Truyền thông Tinh Vân (Tinhvan Media) thuộc tập đoàn Tinh Vân (Tinhvan Group).

## Lịch sử
Ngày 28 tháng 9 năm 2001, Công ty Tinh Vân ra mắt Vinaseek – Công cụ tìm kiếm tiếng Việt trên Internet đầu tiên của Việt Nam.
Xalo.vn, được coi là bước tiếp theo của Vinaseek, trình làng phiên bản Beta cuối tháng 3 năm 2008 và chính thức ra mắt vào tháng 9 năm 2008.
Vào ngày 30 tháng 9 năm 2008, đã diễn ra lễ khai trương Máy tìm kiếm tiếng Việt Xalo.vn với sự tham gia và nhấn nút khai trương của ông Nguyễn Minh Hồng – thứ trưởng Bộ Thông tin và Truyền thông (Việt Nam), ông Nguyễn Văn Lạng – thứ trưởng Bộ Khoa học và Công nghệ (Việt Nam), ông Đỗ Xuân Thọ – chủ tịch Hội Tin học Việt Nam.
Mục tiêu phát triển theo như công bố của Xalo.vn là đến năm 2010 sẽ đạt 35–40% thị trường tìm kiếm ở Việt Nam.

## Các dịch vụ
Xalo.vn cung cấp dịch vụ tìm kiếm:
- Tìm kiếm web: Dịch vụ tìm kiếm thông tin trên Internet, chú trọng vào các Website tiếng Việt của Việt Nam.
- Tìm kiếm tin tức: Dịch vụ tổng hợp tin tức và tìm kiếm thông tin trên dữ liệu dạng tin tức.
- Tìm kiếm diễn đàn: Dịch vụ tìm kiếm thông tin từ các diễn đàn.
- Tìm kiếm ảnh: Dịch vụ tìm kiếm hình ảnh với hơn 20 triệu hình ảnh được người dùng Việt Nam đưa lên mạng Internet.
- Tìm kiếm blog: Dịch vụ tìm kiếm thông tin trên các mạng xã hội phổ biến.
- Tìm kiếm nhạc: Dịch vụ tìm kiếm nhạc cho phép nghe và tải về trực tiếp.
- Tìm kiếm rao vặt: Dịch vụ tổng hợp và tìm kiếm thông tin rao vặt.
- Dịch tự động Anh – Việt: Dịch vụ dịch trực tuyến một chiều từ Anh sang Việt
- Báo máy: Dịch vụ chuyển ngữ Anh – Việt trực tuyến các tờ báo điện tử tiếng Anh